# Anthony Thomas
Anthony Thomas (Winnfield, 7 novembre 1977) è un ex giocatore di football americano statunitense che ha giocato nel ruolo di running back nella National Football League (NFL). Fu scelto nel corso del secondo giro (38º assoluto) del Draft NFL 2001 dai Chicago Bears. Al college ha giocato a football all'Università del Michigan.

## Carriera
Thomas fu scelto nel secondo giro del Draft 2011 Chicago Bears. Nella sua stagione da rookie corse 1.183 yard, venendo premiato come Rookie offensivo dell'anno. Dopo avere giocato altre due solide stagioni, con l'emergere di Thomas Jones a Chicago nel 2005 decise di passare ai Dallas Cowboys per essere la riserva di Julius Jones. Non si adattò però bene al ruolo limitato e la sua incapacità di giocare negli special team lo portarono ad essere svincolato nel novembre 2005. Poco dopo firmò coi New Orleans Saints dopo che questi ebbero perso Deuce McAllister per tutta la stagione a causa di un infortunio al ginocchio. Il 28 aprile 2006, Thomas firmò coi Buffalo Bills, dove trascorse le ultime due stagioni della carriera.

## Palmarès
- Rookie offensivo dell'anno - 2001

## Statistiche
| Partite totali      | 86    |
| Partite da titolare | 44    |
| Yard su corsa       | 3.891 |
| Touchdown su corsa  | 23    |